# 卤键
卤键(XB)是一种卤原子（路易斯酸）和路易斯碱形成的非共价键，尽管卤原子已经形成其他化学键。卤键具体是指卤原子作亲电试剂时形成的相互作用。

## 成键
卤键与氢键的比较：
氢键：{\displaystyle \mathrm {D{-}H\cdots A} }
卤键：{\displaystyle \mathrm {D{-}X\cdots A} }
在两种情况中，D都代表的给体（可以是原子、原子团、分子），它们将电子提供给显正电性的氢原子或卤原子。A代表显负电性的受体。

## 拓展阅读
- Felix Otte, Johannes Kleinheider, Wolf Hiller, Ruimin Wang, Ulli Englert, Carsten Strohmann. . Journal of the American Chemical Society. 2021-03-24, 143 (11): 4133–4137  [2021-04-25]. ISSN 0002-7863. doi:10.1021/jacs.1c00239 （英语）.